# ホンダオートボディー
ホンダオートボディー株式会社（Honda Auto Body Co., Ltd.）は、八千代工業株式会社から軽自動車の完成車製造事業を行っていた八千代工業四日市製作所を分社化して設立された企業。本田技研工業株式会社の100%子会社。

## 概要
八千代工業は1985年から、本田技研工業が発売している軽自動車（アクティ、バモス、S660など）の受託生産を行ってきた。
しかし、八千代工業における完成車の生産台数の減少や、本田技研工業が実施する国内四輪車製造拠点の再編などから、八千代工業は2017年10月4日に取締役会において、本田技研工業との間で完成車製造事業の譲渡に関する協議を開始することを決議した。八千代工業は2017年12月18日に完成車製造事業を本田技研工業へ譲渡することを決議したと同時に、完成車製造事業を継承する新会社として、四日市製作所を分社化する形で八千代工業四日市製作所株式会社を設立した。
八千代工業が保有していた八千代工業四日市製作所の全株式は、2018年4月2日付で本田技研工業へ譲渡されたと同時に、商号もホンダオートボディー株式会社へ変更した。

## 沿革
- 2017年12月18日 - 八千代工業四日市製作所株式会社として設立。同時に八千代工業から本田技研工業へ軽自動車製造事業を譲渡することに合意。
- 2018年
  - 3月1日 - 八千代工業から軽自動車製造事業を吸収分割により譲受。
  - 3月12日 - 八千代工業四日市製作所株式会社の新社名を「ホンダオートボディー株式会社」にすることを発表[6]。
  - 4月2日 - 本田技研工業の完全子会社となると同時に、商号をホンダオートボディー株式会社へ変更。

## 生産車種
現在
- N-VAN - 一部は本田技研工業鈴鹿製作所で生産

過去
- アクティ（トラック・バン）
  - アクティ特装車シリーズ
- バモス（2代目）
  - バモスホビオ
- S660

八千代工業時代の生産車種
- ライフステップバン
- ストリート
- ビート
- トゥデイ（1996年以降のみ）
- ライフ（2代目以降）
- Z（2代目）
- ザッツ
- ゼスト